# 쩡원후이
쩡원후이(중국어 정체자: 曾文惠, 병음: Zēng Wénhùi, 1926년 3월 31일 ~ )는 중화민국 총통 리덩후이의 부인이다.